# День ДНК
День ДНК — пам'ятний день, що відзначається 25 квітня в деяких країнах світу, організаціях, пов'язаних із біологічними дослідженнями, та в мережі Інтернет. Ним відмічається день у 1953, коли Джеймс Вотсон, Френсіс Крік, Моріс Вілкінс, Розалінд Франклін та колеги опублікували статті в науковому журналі «Nature», в яких описали структуру ДНК. . Далі у цей же день у 2003 було проголошено, що Проект геному людини дуже близький до завершення.
У США День ДНК вперше відсвятковано 25 квітня 2003 за проголошенням Сенату і Палати представників. Однак, це було одноразове відзначення. Проте, щорічне святкування було організоване Національним інститутом дослідження геному людини (National Human Genome Research Institute, NHGRI) з 23 квітня 2010. Тоді ж декілька організацій проголосили 25 квітня «Міжнародним днем ДНК». У 2013 виповнилося 60 років першим публікаціям щодо структури ДНК, через це подія набула значного розголосу в соціальних мережах.